# 蒙圩镇
蒙圩镇，是中华人民共和国广西壮族自治区贵港市桂平市下辖的一个乡镇级行政单位。

## 行政区划
蒙圩镇下辖以下地区：
蒙圩社区、蒙圩村、新阳村、林村、新德村、新田村、新塘村、官桥村、新合村、新建村、罗容村、棉宠村、流兰村、曹良村、西村和顺东村。